# Lapporörelsen

Lapporörelsens emblem

Lapporörelsen var en finländsk utomparlamentarisk och antikommunistisk rörelse som startades 1929. Den fick sitt namn efter Lappo socken, där den grundades, och där dess ledare Vihtori Kosola hade sin gård. Anledningen till bildandet var missnöjet med centerkrafternas försoningspolitik gentemot dem som under finska inbördeskriget 1918 hade stått på den röda sidan. 
Rörelsen var inspirerad av fascistiska tankegångar, med Mussolinis Italien som förebild. Lapporörelsen, som således kan kategoriseras som högerextrem (de ansåg till exempel att även socialdemokraterna var kommunister), hyllade den direkta aktionen med åsidosättande av lagliga medel. Man tillgrep även fysiskt våld mot förmenta kommunister och ordnade så kallade våldskjutsningar (på finska muilutus, efter bröderna Muilu som deltog idogt i denna verksamhet) av för dem misshagliga personer till en skog där dessa sedan misshandlades, men de förde även oliktänkande över den sovjetiska gränsen ”där de hörde hemma”. 
28 mars 1930 attackerades och förstördes ett kommunistiskt tryckeri i Vasa. Regeringen ansträngde sig för att hålla Lapporörelsen inom lagens råmärken och sammankallade den 1 juli 1930 en urtima riksdag för att anta lagstiftningsåtgärder mot kommunismen. Kyösti Kallios regerings auktoritet var undergrävd och efterträddes därför den 4 juli av en mot Lapporörelsen vänligt inställd borgerlig samlingsregering under Pehr Evind Svinhufvud, där dock inga företrädare för Lapporörelsen ingick. Den 7 juli demonstrerade Lapporörelsen sin styrka genom att med 12 000 utvalda män anordna ett bondetåg till Helsingfors. Den 15 juli 1930 upplöstes riksdagen sedan kvalificerad majoritet för de föreslagna undantagslagarna mot kommunister inte uppnåtts. Nyval ägde rum den 1–2 oktober; kommunisterna uteslöts ur riksdagen och de borgerliga erhöll den nödvändiga tvåtredjedelsmajoriteten för undantagslagarnas införande.
Småningom trappades våldet upp och rörelsen radikaliserades till den grad att även moderata borgerliga politiker kunde råka ut för skjutsning. Ofta misshandlades offren grovt under skjutsningen; direkta mord är belagda i tre fall. I september 1930 mördades socialdemokratisk kommunpolitikern Onni Happonen.
Kulmen nåddes med kidnappningen av den förre presidenten K.J. Ståhlberg och dennes hustru den 14 oktober 1930 och sedan generalstabschefen Kurt Martti Wallenius visat sig varit inblandad i dådet uppstod en stark opposition mot Lapporörelsen. Vid presidentvalet i februari 1931 vann Pehr Evind Svinhufvud endast med två röster över Kaarlo Juho Ståhlberg. Lapporörelsen fortsatte 1931 mindre offentligt sin agitation på landsbygden, där den ekonomiska krisen skapat oro, och denna oro ledde till den öppna revolten den 1 februari 1932 i Mäntsälä (Mäntsäläupproret). Efter den rättegång som följde, då 102 av ledarna fängslades, upplöstes rörelsen. Rörelsen var som starkast mellan 1929 och 1932.
Kring spillrorna av Lapporörelsen bildades 1932 partiet Fosterländska folkrörelsen, som året därpå vann insteg i Finlands riksdag.